# 케이스 웨인

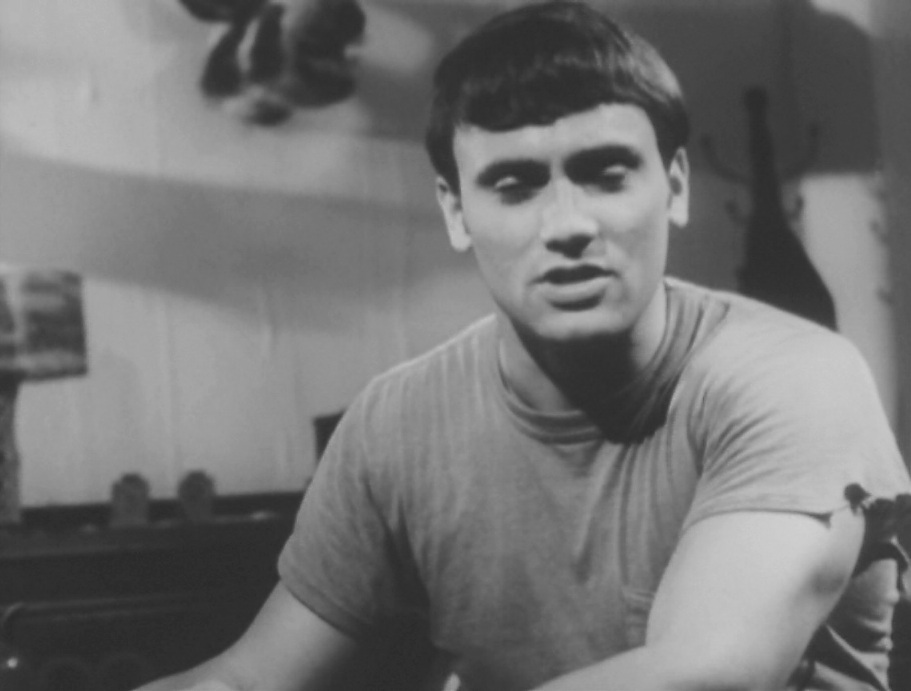

케이스 웨인(Keith Wayne, 1945년 1월 16일 ~ 1995년 9월 9일)은 미국의 배우, 영화배우이다.
캐리에서 사망하였다.

## 영화
- 살아있는 시체들의 밤 - 30주년 기념작 (1998년) - 톰 역
- 살아있는 시체들의 밤 (1968년) - 톰 역